# Цецинии
Цециниите (gens Caecina) са стара етруска фамилия от Volaterrae (Velathri на етруски) в Етрурия.
Познати от фамилията:
- Авъл Цецина, земевладелец от Волтера, 69 пр.н.е. Цицерон държи за него своята реч Pro A. Caecina
- Авъл Цецина (писател), писател 69 пр.н.е.; син на земевладелеца Авъл Цецина
- Авъл Цецина, участва в битката при Фарсала (48 пр.н.е.).
- Цецина от Волтера, приятел на Октавиан
- Авъл Цецина Север, 1 пр.н.е. суфектконсул; 6-7 г. първият управител на новата провинция Мизия
- Гай Силий Авъл Цецина Ларг, 13 г. консул, баща на Гай Силий, който се жени за Валерия Месалина
- Цецина Пет, 42 г. опит да убие Клавдий, съпруг на Ария Старша
- Авъл Цецина Алиен, 68 г. суфектконсул
- Авъл Цецина Тацит, 273 г. консул
- Цецина Деций Албин, 402 г. prefectus urbi
- Флавий Цецина Деций Агинаций Албин, консул 444 г.
- Флавий Цецина Деций Басилий, 463 г. консул
  - Флавий Цецина Деций Максим Басилий Млади, 480 г. консул
  - Деций Марий Венанций Басилий, 484 г. консул
  - Цецина Маворций Басилий Деций 486 г. консул